# Robert J. Martin

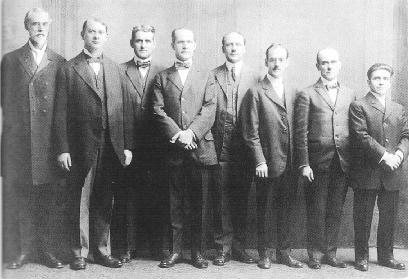
Członkowie Towarzystwa Strażnica w 1918 roku
(od lewej: W.E. Van Amburgh, J.F. Rutherford, A.H. Macmillan, Robert J. Martin, F.H. Robison, C.J. Woodworth, G.H. Fisher, G. DeCecca)

Robert J. Martin (ur. 30 marca 1878 w Elkhart, zm. 23 września 1932 w Nowym Jorku) – amerykański działacz religijny, członek Międzynarodowych Badaczy Pisma Świętego, później Świadków Jehowy, członek zarządu Towarzystwa Strażnica.

## Życiorys
W 1910 roku zetknął się z publikacjami religijnymi Charlesa Taze Russella, a w maju 1911 roku został ochrzczony. W październiku 1912 roku definitywnie zrezygnował z udziałów w firmie Martin Board Instrument, którą prowadził ze swoimi braćmi. Do maja 1914 roku był sprzedawcą.
W 1916 roku w Biurze Głównym Towarzystwa Strażnica był  odpowiedzialny za dział korespondencji, dystrybucji i zaopatrzenia.
7 maja 1918 roku, jako nadzorca biura, wraz siedmioma innymi członkami Towarzystwa Strażnica został niesłusznie oskarżony o szpiegostwo na rzecz Niemiec, działalność wywrotową i zdradę stanu. Władze federalne Stanów Zjednoczonych wydały nakaz jego aresztowania, co nastąpiło 8 maja 1918 roku. Tego samego dnia został osadzony w więzieniu przy Raymond Street w nowojorskim Brooklynie. Otrzymał karę – cztery wyroki po 20 lat więzienia, które miał odsiadywać równocześnie. 4 lipca 1918 roku wraz z pozostałymi został osadzony w więzieniu federalnym w Atlancie w stanie Georgia. 26 marca 1919 roku wraz z innymi skazanymi został zwolniony z więzienia, a 5 maja 1950 roku został całkowicie oczyszczony z zarzutów.
Po uwolnieniu ponownie podjął wolontariat w Biurze Głównym. W roku 1920 został pierwszym nadzorcą nowo otwartej drukarni Towarzystwa Strażnica przy nowojorskiej Myrtle Avenue 35. Pierwszym wydrukowanym czasopismem w tej drukarni była „Strażnica” z 1 lutego 1920 roku. 1 listopada 1926 roku został członkiem zarządu Towarzystwa Strażnica, pełniąc tę funkcję do końca życia. Zmarł w nocy 23 września 1932 roku.